# Attentat du 27 janvier 2023 à Jérusalem
 (janvier 2023).
La mise en forme du texte ne suit pas les recommandations de Wikipédia : il faut le « wikifier ».
Les points d'amélioration suivants sont les cas les plus fréquents. Le détail des points à revoir est peut-être précisé sur la page de discussion.
- Les titres sont pré-formatés par le logiciel. Ils ne sont ni en capitales, ni en gras.
- Le texte ne doit pas être écrit en capitales (les noms de famille non plus), ni en gras, ni en italique, ni en « petit »…
- Le gras n'est utilisé que pour surligner le titre de l'article dans l'introduction, une seule fois.
- L'italique est rarement utilisé : mots en langue étrangère, titres d'œuvres, noms de bateaux, etc.
- Les citations ne sont pas en italique mais en corps de texte normal. Elles sont entourées par des guillemets français : « et ».
- Les listes à puces sont à éviter, des paragraphes rédigés étant largement préférés. Les tableaux sont à réserver à la présentation de données structurées (résultats, etc.).
- Les appels de note de bas de page (petits chiffres en exposant, introduits par l'outil «  Source ») sont à placer entre la fin de phrase et le point final[comme ça].
- Les liens internes (vers d'autres articles de Wikipédia) sont à choisir avec parcimonie. Créez des liens vers des articles approfondissant le sujet. Les termes génériques sans rapport avec le sujet sont à éviter, ainsi que les répétitions de liens vers un même terme.
- Les liens externes sont à placer uniquement dans une section « Liens externes », à la fin de l'article. Ces liens sont à choisir avec parcimonie suivant les règles définies. Si un lien sert de source à l'article, son insertion dans le texte est à faire par les notes de bas de page.
- La présentation des références doit suivre les conventions bibliographiques. Il est recommandé d'utiliser les modèles {{Ouvrage}}, {{Chapitre}}, {{Article}}, {{Lien web}} et/ou {{Bibliographie}}. Le mode d'édition visuel peut mettre en forme automatiquement les références.
- Insérer une infobox (cadre d'informations à droite) n'est pas obligatoire pour parachever la mise en page.

Pour une aide détaillée, merci de consulter Aide:Wikification.
Si vous pensez que ces points ont été résolus, vous pouvez retirer ce bandeau et améliorer la mise en forme d'un autre article.
L'attentat du 27 janvier 2023 à Jérusalem est survenu lorsqu'un homme armé palestinien a tué au moins huit civils israéliens devant une synagogue à Neve Yaakov,,, une colonie israélienne à Jérusalem-Est,,,. Selon la police, le suspect a été tué par balle après avoir ouvert le feu sur eux. Le Hamas a salué l'attaque et a déclaré qu'il s'agissait de représailles à un raid à Jénine la veille, au cours duquel 8 militants palestiniens et un civil avaient été tués.
La fusillade a eu lieu lors de la Journée internationale dédiée à la mémoire des victimes de l'Holocauste. Il s'agit de l'attaque palestinienne la plus meurtrière depuis l'attaque d'une yeshiva de Jérusalem en 2008.
Des sources palestiniennes et israéliennes ont déclaré qu'entre 42 et 50 personnes ont été arrêtées depuis l'attaque, pour la plupart des membres de la famille de l'auteur,.

## Attentat
Selon la police, vers 20 h 13, le tireur est arrivé en voiture à la synagogue située dans l'implantation de Neve Yaakov à Jérusalem et a attendu la fin des prières du Shabbat. Il aurait d'abord abattu une femme âgée et un motocycliste avant d'ouvrir le feu sur des personnes à l'extérieur de la synagogue Ateret Avraham. Le tireur a ensuite pris la fuite en direction du quartier palestinien de Beit Hanina, où il a été confronté à des policiers et abattu après avoir ouvert le feu sur eux alors qu'il tentait de fuir à pied.
Sept personnes ont été tuées dans l'attaque, cinq hommes et deux femmes. Les victimes étaient âgées de 20 à 70 ans. Au moins 3 autres personnes ont été blessées. L'une des femmes tuées a été confirmée par le président ukrainien Volodymyr Zelensky comme étant une citoyenne ukrainienne.
Selon certains riverains, il a fallu 20 minutes à la police pour arriver sur les lieux de l'attaque. Certaines personnes ont exprimé leur déception quant au temps de réponse. Cependant, la police a nié cette allégation et a affirmé que des agents étaient arrivés sur les lieux et avaient tué le tireur dans les cinq minutes suivant la réception des premiers rapports de coups de feu.

## Auteur
L'agresseur a été identifié comme étant Khairi Alqam, un habitant de Jérusalem-Est âgé de 21 ans et n'ayant jamais commis d'infractions liées au terrorisme.
Selon Middle East Eye, le grand-père d'Alqam a été tué aux côtés de trois autres palestiniens en 1998 par un colon israélien et membre du Kach.

## Réactions

### Palestine
Le père du garçon qui a perpétré l'attaque a exprimé sa joie pour les actions de son fils et a dit qu'il était aussi heureux qu'il l'était au mariage de son fils.
Des dizaines de palestiniens se sont rassemblés dans des rassemblements impromptus à travers la bande de Gaza pour célébrer l'attaque. Des célébrations similaires, y compris des feux d'artifice, des coups de feu et des klaxons de voitures, ont été signalées dans les villes cisjordaniennes de Ramallah, Naplouse, Jénine et la localité de Beit Hanina à Jérusalem-Est.
Le porte-parole du Jihad islamique palestinien, Tariq Ezz El-Din, a salué ce qu'il a qualifié d'« opération suicide » et de réponse au « massacre de Jénine » de la veille. Le porte-parole du Hamas, Hazem Qassem, a également déclaré que l'attaque était une vengeance pour le raid de Jénine. Il a qualifié l'attaque d'« action djihadiste et de résistance dans la ville de Jérusalem » et a déclaré que la bataille contre l'occupation « continue et continue ».
Le président de l'Autorité nationale palestinienne, Mahmoud Abbas, a publié une déclaration disant que « le gouvernement d'Israël est entièrement responsable de cette dangereuse escalade ».

### Communauté internationale
Le secrétaire d'État américain Antony Blinken a déclaré : « Nos pensées vont au peuple israélien à la suite de l'attentat terroriste à Jérusalem. C'est particulièrement tragique en cette journée internationale de commémoration de l'Holocauste. Nous condamnons cet attentat et exprimons nos condoléances aux familles des victimes. Puisse leur mémoire être une bénédiction ».
Le secrétaire général de l'ONU, António Guterres, a déclaré : « Il est particulièrement odieux que l'attaque se soit produite dans un lieu de culte, et le jour même où nous avons commémoré la Journée internationale de commémoration de l'Holocauste. Il n'y a jamais aucune excuse pour les actes de terrorisme. Ils doivent être clairement condamnés et rejeté de tous ».
L'ambassadeur du Royaume-Uni en Israël, Neil Wigan (en), a écrit sur Twitter : « Je suis consterné par les informations faisant état de la terrible attaque de Neve Yaakov ce soir. Attaquer des fidèles dans une synagogue lors d'Erev Shabat est un acte de terrorisme particulièrement horrible. Le Royaume-Uni est aux côtés d'Israël ».
L'ambassadeur de l'UE en Israël, Dimiter Tzantchev, a condamné la fusillade. Il les a décrites comme une « violence insensée » et a ajouté : « La terreur n'est jamais la réponse ».
Le gouvernement français a publié un communiqué selon lequel « la France condamne dans les termes les plus forts l'effroyable attentat terroriste qui a visé une synagogue à Jérusalem, tuant au moins sept personnes et en blessant de nombreux autres […] Cet attentat contre des civils, à l'heure de la prière, et le jour de la commémoration internationale des victimes de la Shoah est particulièrement ignoble. La France est aux côtés des victimes de cet attentat, ainsi que de leurs familles. Dans un contexte de tensions croissantes, nous appelons toutes les parties à éviter des actions qui pourraient alimenter la spirale de la violence ».
Le ministère des Affaires étrangères des Émirats arabes unis a publié une déclaration condamnant la fusillade et exprimant « sa ferme condamnation de l'acte criminel et son rejet permanent de toutes les formes de violence et de terrorisme visant à saper la sécurité et la stabilité en violation des valeurs et principes humains ».
Des responsables turcs ont déclaré : « Nous condamnons fermement l'attaque terroriste contre une synagogue de Jérusalem où de nombreuses personnes ont perdu la vie. Nous présentons nos condoléances aux familles des victimes, au gouvernement et au peuple israéliens. Nous souhaitons un prompt rétablissement aux blessés ».